# Église Saint-François-de-Sales de Bandol
L'église Saint-François-de-Sales est située sur la commune de Bandol, dans le département du Var.

## Histoire
Bâtie entre 1747 et 1749, elle est consacrée dès la fin des travaux par l'évêque de Marseille. Elle devient paroisse deux ans plus tard, en 1751. L'église subit rapidement plusieurs phases d'agrandissement, avec une nef latérale pour la corporation des marins, en 1772, puis une seconde, pour les pénitents noirs, en 1776. Elles sont nommées sous le vocable « Saint-Elme » et « Saint-Vincent-de-Paul ». Dépendant du diocèse de Marseille, lors de sa construction, elle est maintenant sous l'autorité du diocèse de Fréjus-Toulon. 
La confrérie de Saint-Elme est créée à Bandol en 1751, pour regrouper tous les corps de métiers liés à la mer, très implantés dans la ville, sous la protection de leur saint patron. La chapelle du château, qui les a accueillis dans un premier temps, étant trop petite, ils ont rapidement intégré l'église, après son agrandissement. En plus des commémorations, dont une procession chaque 2 juin, entre l'église Saint-François-de-Sales et le port de la commune, la confrérie sera la première caisse de prévoyance pour les marins locaux.
L'église est inscrite au titre des monuments historiques depuis le 23 août 1990.